# 新納塔利夫卡
46°30′16″N 33°40′51″E / 46.50444°N 33.68083°E
新納塔利夫卡（烏克蘭語：Новонаталівка）是位於烏克蘭南部的村莊，由赫爾松州卡霍夫卡區的赫雷斯蒂夫卡市鎮負責管轄。該村始建於1909年，面積50平方公里，海拔高度32米，2001年人口1,250，人口密度每平方公里25人。